# Calansue
Die Burg Calensué (arabisch قلنسوة, DMG Qalansuwa, auch Calanson, Calanzon, Calanchun, Calenchun, Calanthone, Calenson, Calenzon, Calenzun, Calumzum, Kalenson, Kalensuu, Kalansue) ist eine ehemalige Kreuzfahrerburg im heutigen Israel.

## Lage
Die Reste der Burg liegen in der heutigen Stadt Qalansuwa im Meschullasch. Die Burg sicherte das Hinterland zwischen Caesarea und Jaffa im damaligen Königreich Jerusalem.

## Geschichte
Anfang des 12. Jahrhunderts war Calensué eine kleine Befestigungsanlage mit angeschlossener Ortschaft im Besitz des Herren von Bethsan. Da Bethsan weit entfernt lag, wurde der Ort aber faktisch von Caesarea aus verwaltet. Am 8. April 1128 wurde Calensué vom Kastellan Godefroi de Flujeac in Anwesenheit König Balduins II. von Jerusalem an den Hospitaliterorden der Johanniter abgetreten. Die Abtretung wurde wenig später von Johann von Bethsan und dessen Sohn Hugo bestätigt, ebenso 1131 durch Walter von Caesarea.
1187, nach der Schlacht bei Hattin, fiel Calensué in den Herrschaftsbereich des Ayyubiden-Sultans Saladin. Wahrscheinlich wurde Calensué 1191, als der Dritte Kreuzzug unter Richard Löwenherz Arsuf zurückeroberte, ebenfalls wieder von den Kreuzfahrern besetzt, aber erst für das Jahr 1207 lässt sich belegen, dass die Johanniterritter wieder eine Garnison in Calensué unterhielten.
1265 wurde Calensué von den Mamluken erobert. Diese teilten das Ortsgebiet unter zwei Emiren auf, wodurch Calensué zu Gunsten des fünf Kilometer weiter südlich gelegenen Tira an Bedeutung einbüßte.
Heute sind die Reste der Kreuzfahrerburg von neueren Gebäuden überbaut. Heute noch erkennbar sind die überbauten Reste eines Turmes, eine befestigte Halle, die heute als ʿAli-bin-Abi-Ṭalib-Moschee dient, und einige unterirdische Gewölbehallen.